# USS John Paul Jones (DDG 53)
Az USS John Paul Jones (DDG 53) egy irányított rakétákkal felszerelt romboló, az Amerikai Haditengerészet által üzemeltetett Arleigh Burke osztály harmadik egysége. Az osztályt Arleigh Burke tengernagyról nevezték el, aki a második világháború egyik leghíresebb amerikai rombolóparancsnoka volt míg a hajót az amerikai függetlenségi háború hőséről, John Paul Jones századosról. Az Arleigh Burke osztályú rombolók közül a John Paul Jones az első, amelynek honi kikötője az Egyesült Államok nyugati partvidékén, a kaliforniai San Diego Haditengerészeti Bázison van, jelenleg a 23. romboló flottilla állományába tartozik.

## Építése
Az Arleigh Burke osztály harmadik egységét 1987. szeptember 25-én rendelte meg az Egyesült Államok Haditengerészete, a szerződést a Bath Iron Works nyerte meg. A hajó gerincét 1990. augusztus 8-án fektették le, és 1991. október 26-án bocsátották vízre. A hajót 1993. augusztus 20-án adták át a haditengerészetnek és 1993. december 18-án állt szolgálatba.
A hajót a skót származású tengerész, John Paul Jones tiszteletére nevezték el, akit az amerikai haditengerészet megalapítójának tartanak. Jones az amerikai függetlenségi háború idején sikeresen támadta a brit hajózást, legnagyobb győzelmét 1779. szeptember 23-án aratta, amikor három órás csata során legyőzte és elfoglalta az 50 ágyús brit HMS Serapis fregattot.
A John Paul Jones címere nemcsak a Serapis zászlaját tünteti fel, hanem mottóját (In Harm's Way) is Jones-tól vette: "I wish to have no connection with any ship that does not sail fast, for I intend to go in harm's way."
A John Paul Jones megkapta az AEGIS felderítő és tűzvezető rendszer legújabb változatát, amely az SM-3 rakétákkal együtt képes megsemmisíteni a rövid - közepes hatótávolságú ballisztikus rakétákat. Ugyanezt a rakétát az alacsony pályán keringő műholdak ellen is sikeresen bevetették.

## Szolgálata
A John Paul Jones-t a csendes-óceáni flotta kötelékébe osztották be. Szolgálati ideje során a hajó és legénysége négy alkalommal teljesített szolgálatot a Perzsa-öbölben.
Az Arleigh Burke osztályt a John Paul Jones képviselte az ún. Shock Trial kísérletsorozat alatt. A kísérletek lényege az volt, hogy megvizsgálják a haditengerészeti különféle felszíni egységeinek ellenállóképességét különféle erejű robbanásokkal szemben (a kísérletsorozatra az USS Cole (DDG 67) elleni támadás után került sor).
2001. október 7-én a John Paul Jones fedélzetéről lőtték ki az első Tomahawk cirkálórakétákat afganisztáni talibán célpontok ellen, az Operation Enduring Freedom hadművelet keretén belül.
2010-ben a hajó átesett a DDGMOD modernizációs programon és 2011. november 9-én ismét szolgálatba állt.

## Érdekesség
A John Paul Jones szerepelt a 2012-es Csatahajó c. amerikai filmben, ahol három idegen hajót megsemmisített, mielőtt elsüllyedt volna.

## További képek

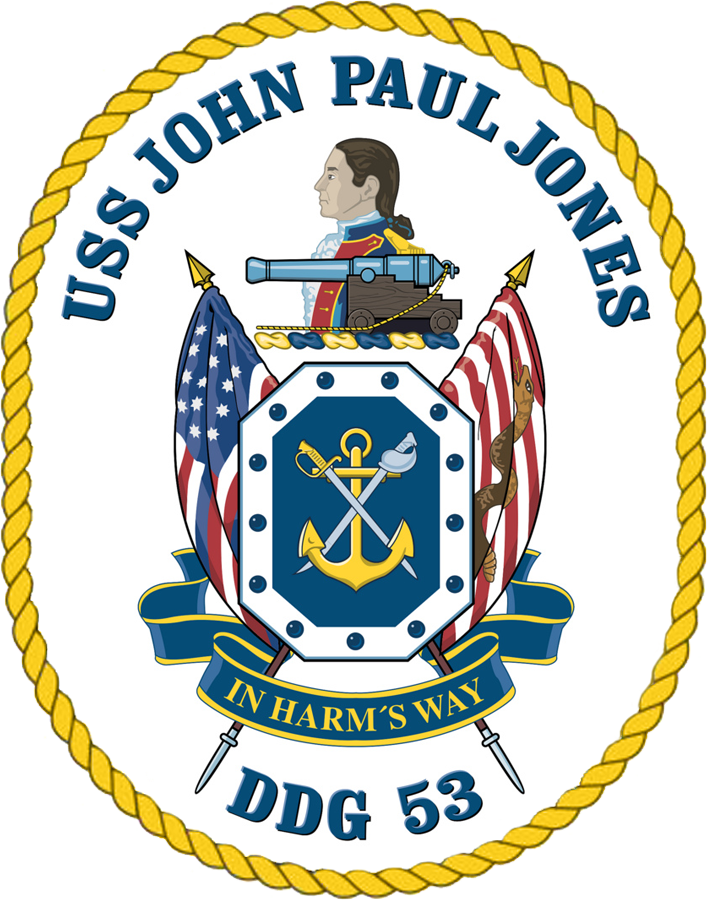
A hajó címere, a névadó portréjával
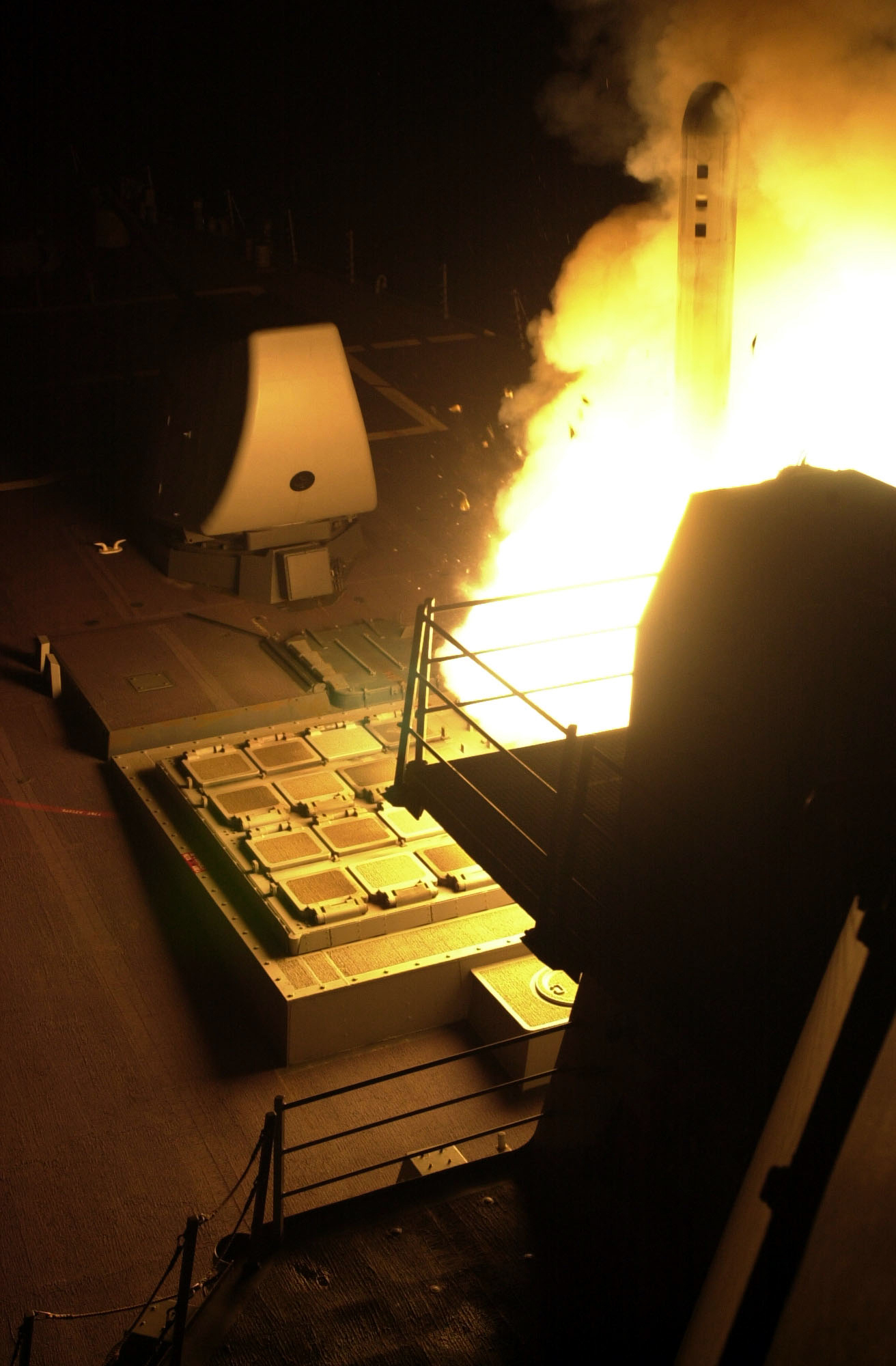
Tomahawk cirkálórakéta kilövése afganisztáni célpontok ellen, 2001. október 8.
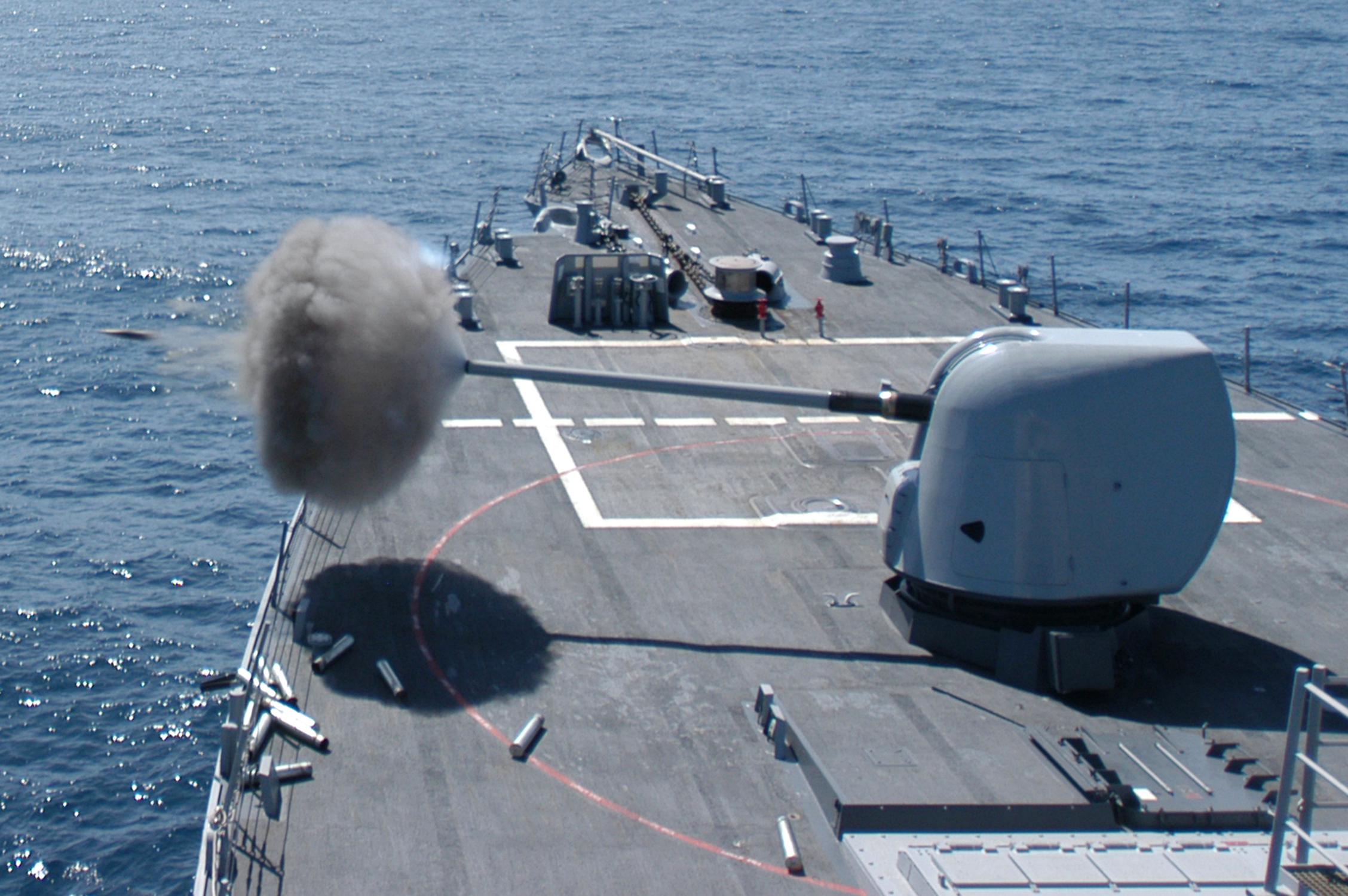
Éles tüzérségi gyakorlat során a John Paul Jones 5''/54 haditengerészeti ágyúja
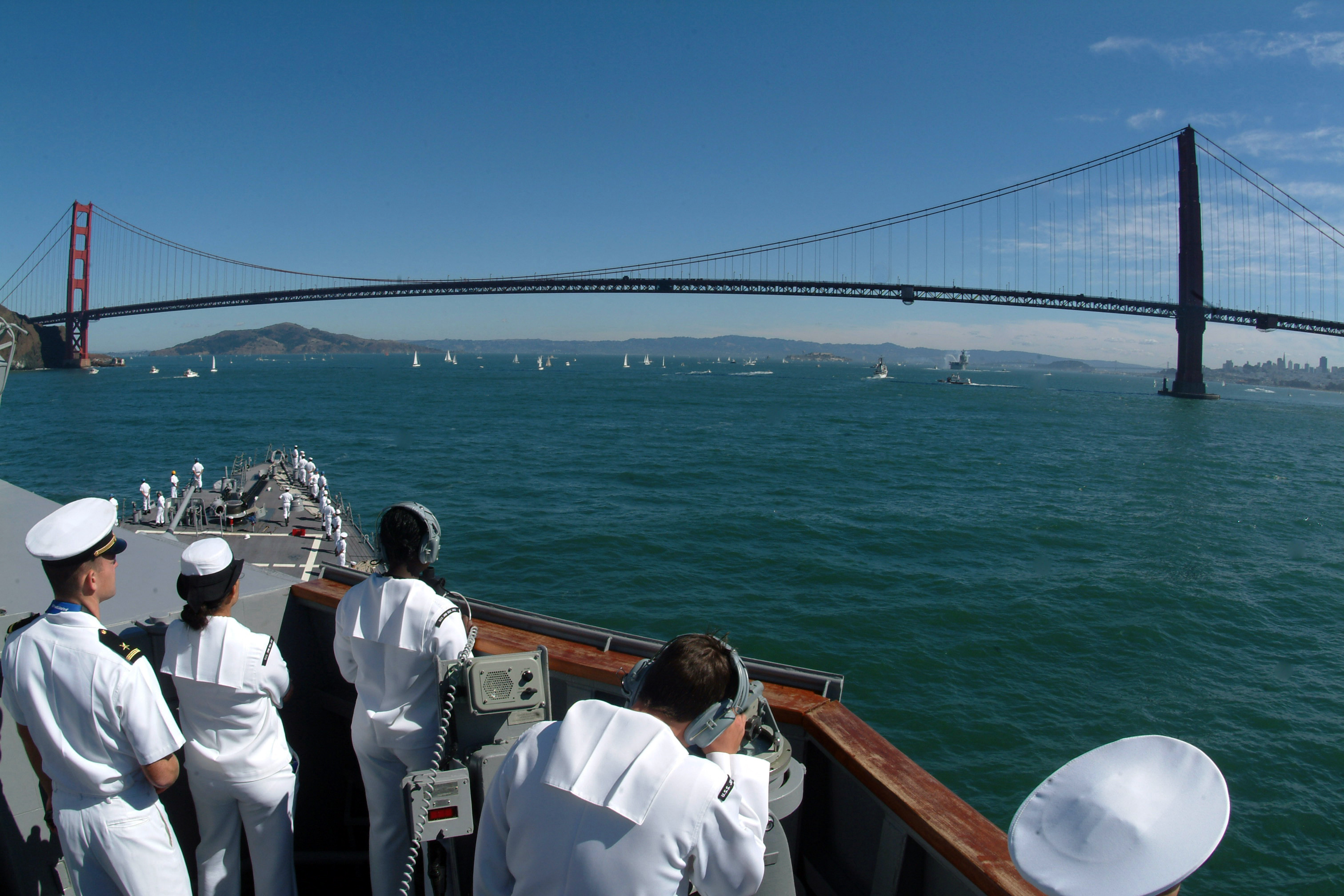
A John Paul Jones áthajózik a Golden Gate híd alatt, 2004. október 9.
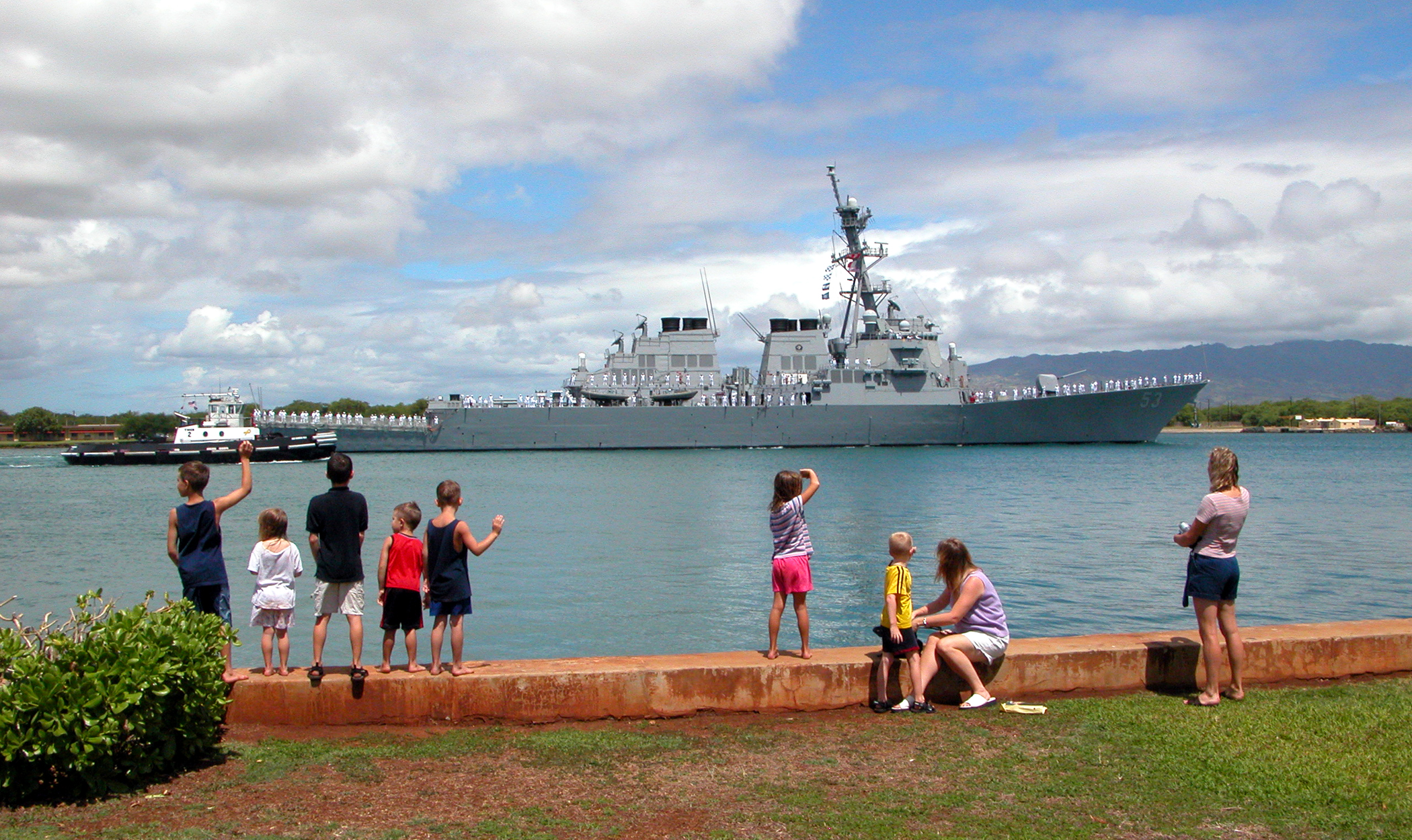
A John Paul Jones behajózik a Pearl Harbor-i tengerészeti támaszpontra, 2004. június 29.
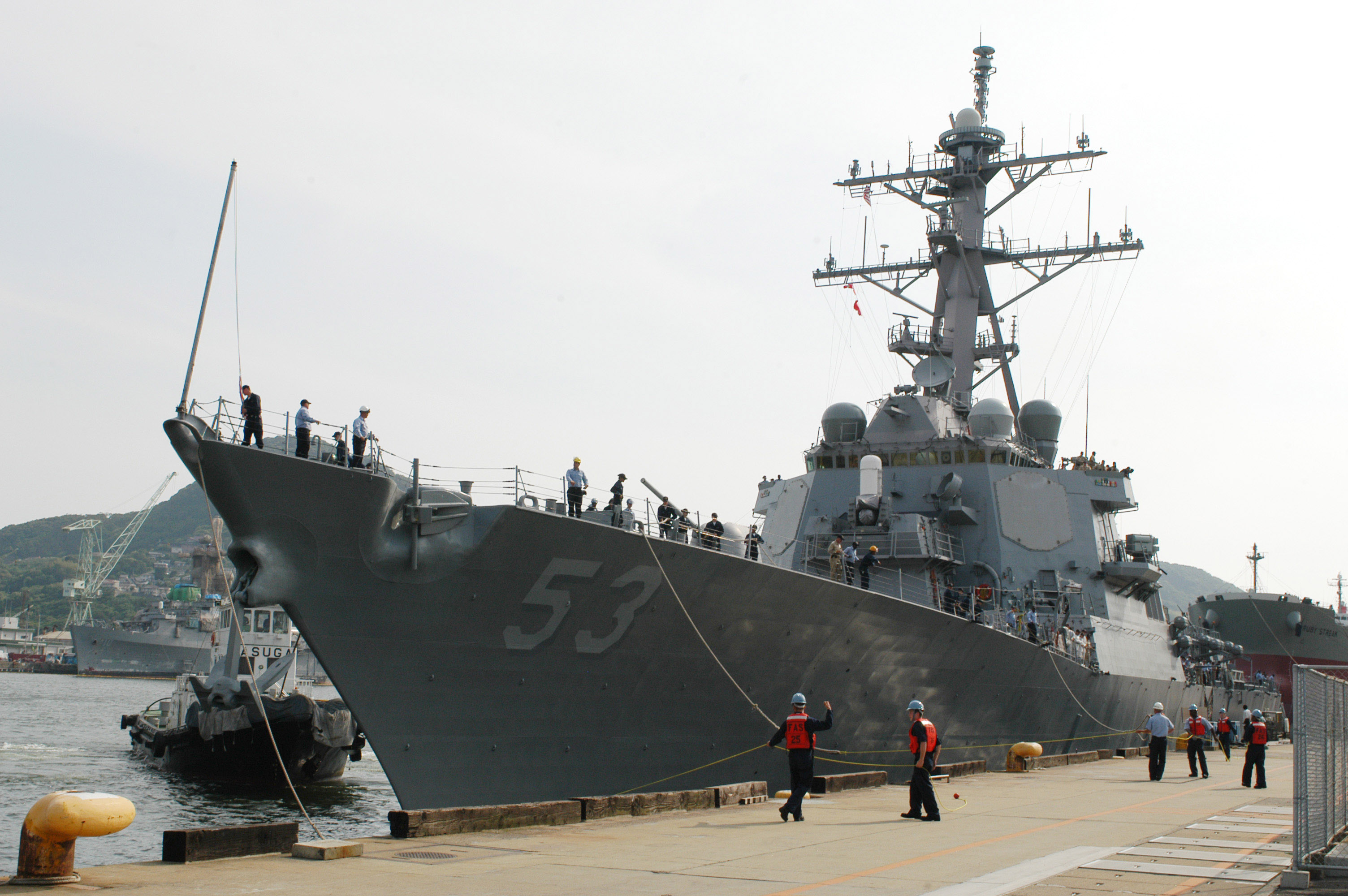
A John Paul Jones baráti látogatást tesz a japán Sasebo kikötőjében, 2005. május 17.
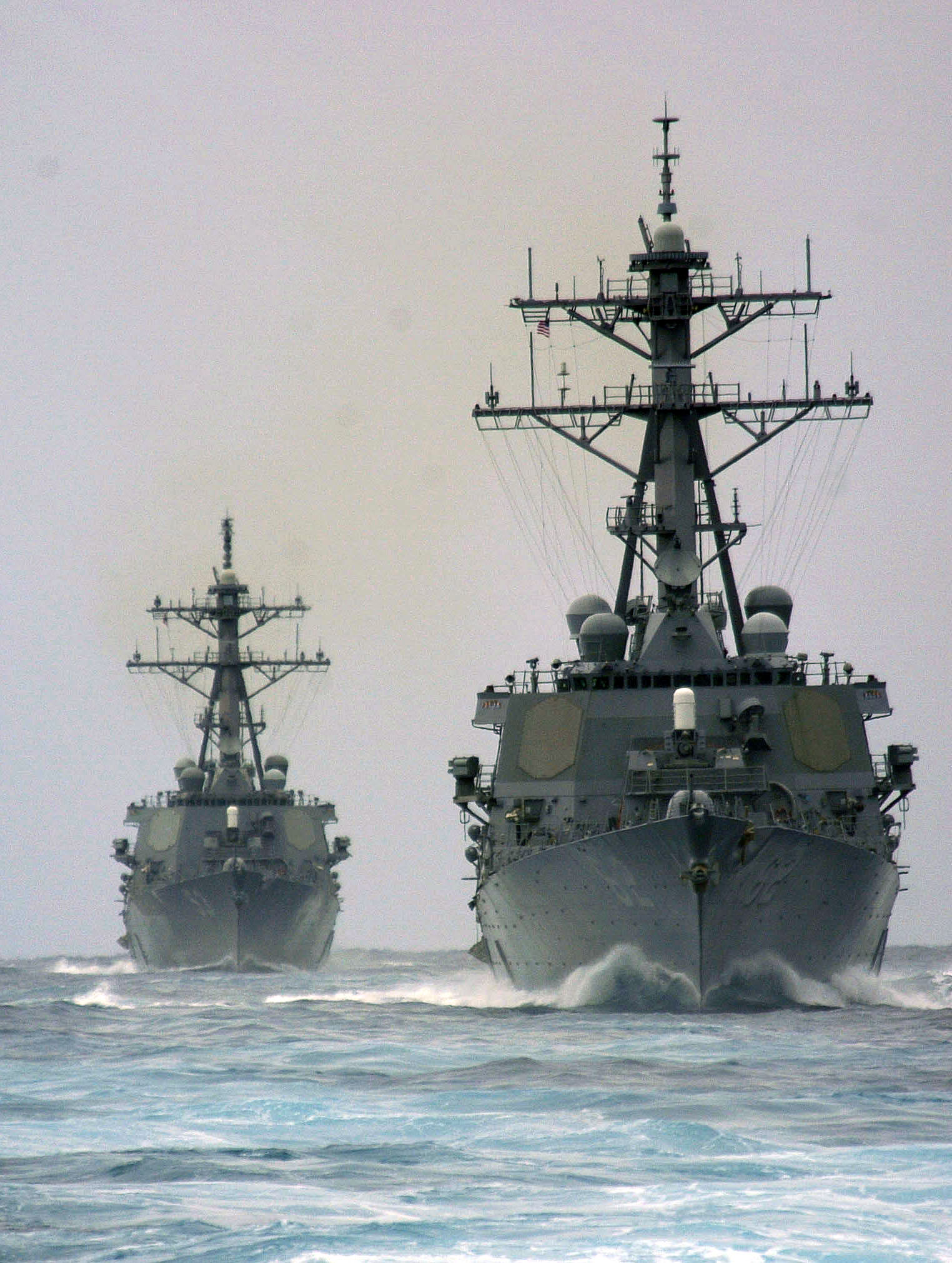
Az USS Fitzgerald (DDG–62) és a John Paul Jones alakzatban hajóznak a 2005-ös Exercise Talisman Sabre hadgyakorlat során.
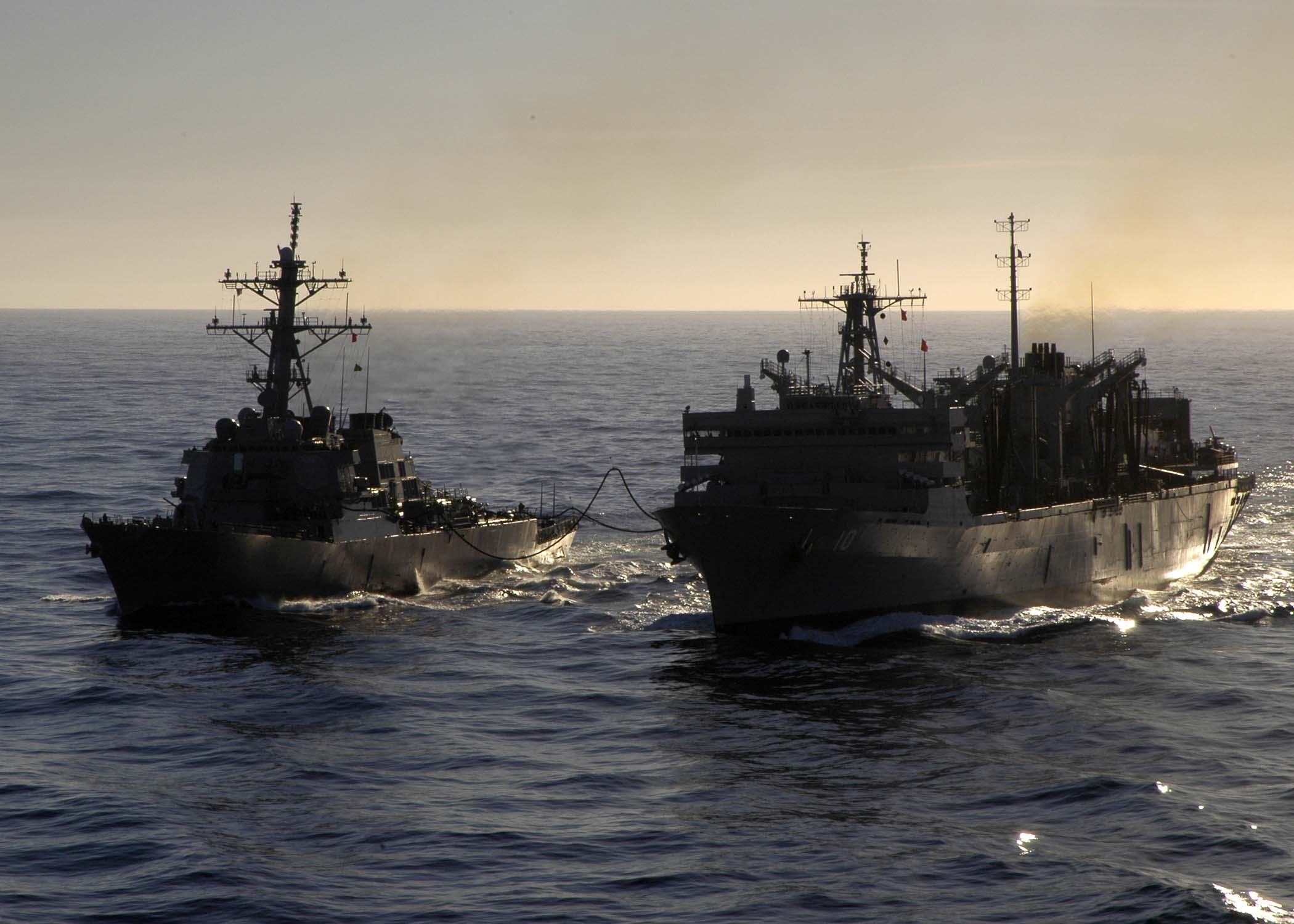
A John Paul Jones utánpótlást vételez útközben az USNS Bridge (T-AOE 10) ellátóhajóról, 2006. január 17.
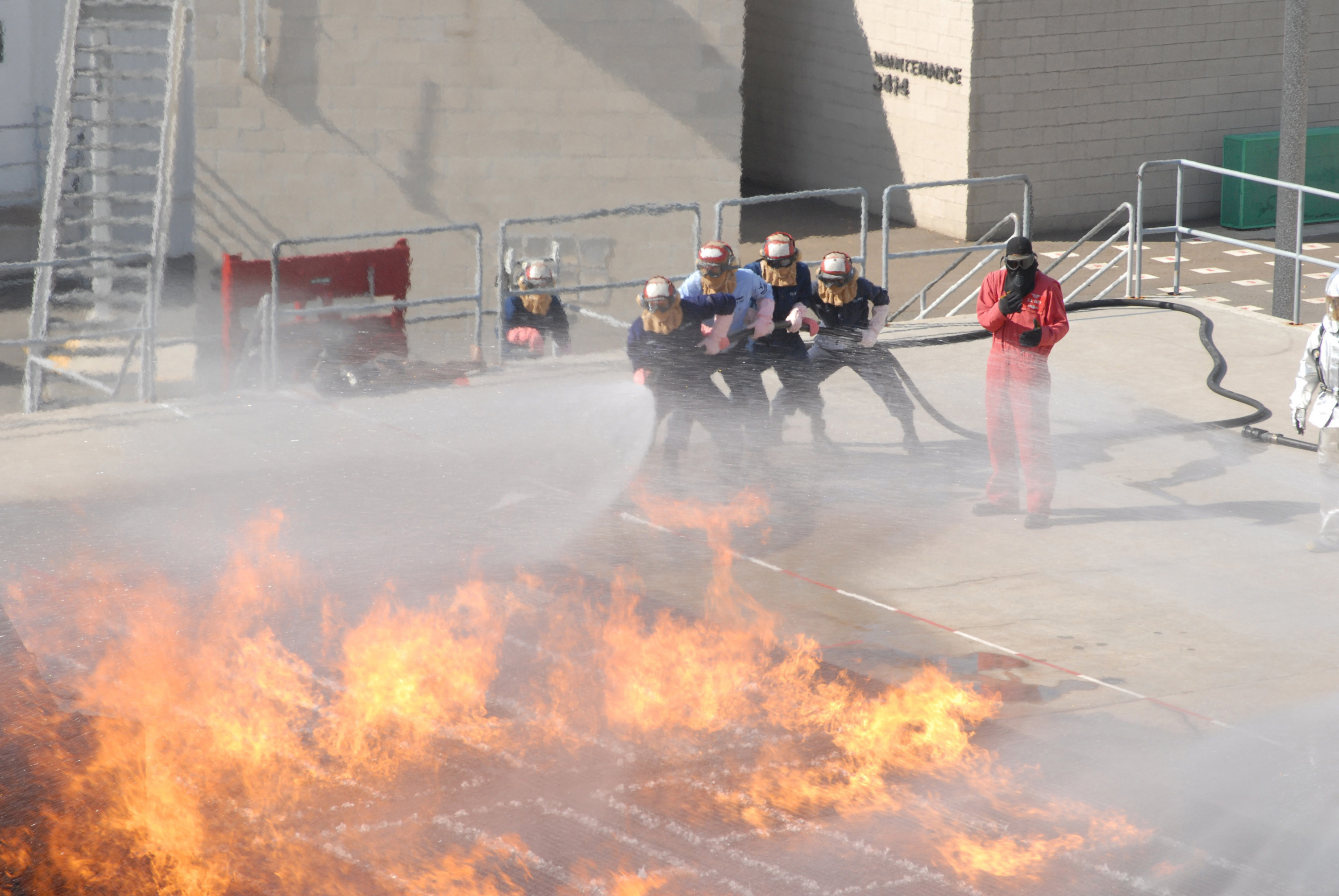
Tűzoltási gyakorlat a John Paul Jones fedélzetén, 2007. február 8.
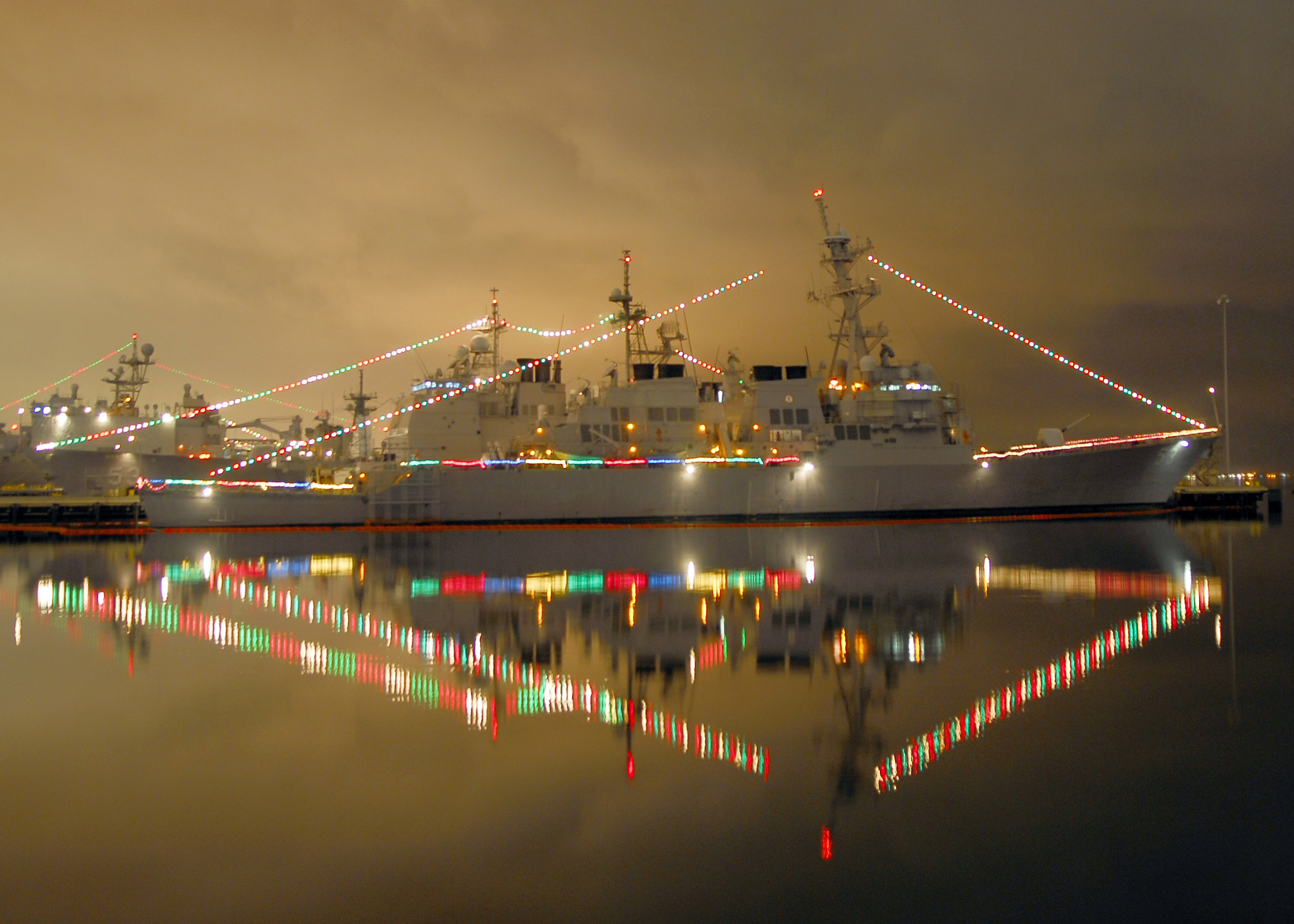
A hajó díszkivilágítása a 2007-es karácsonyi időszakban.
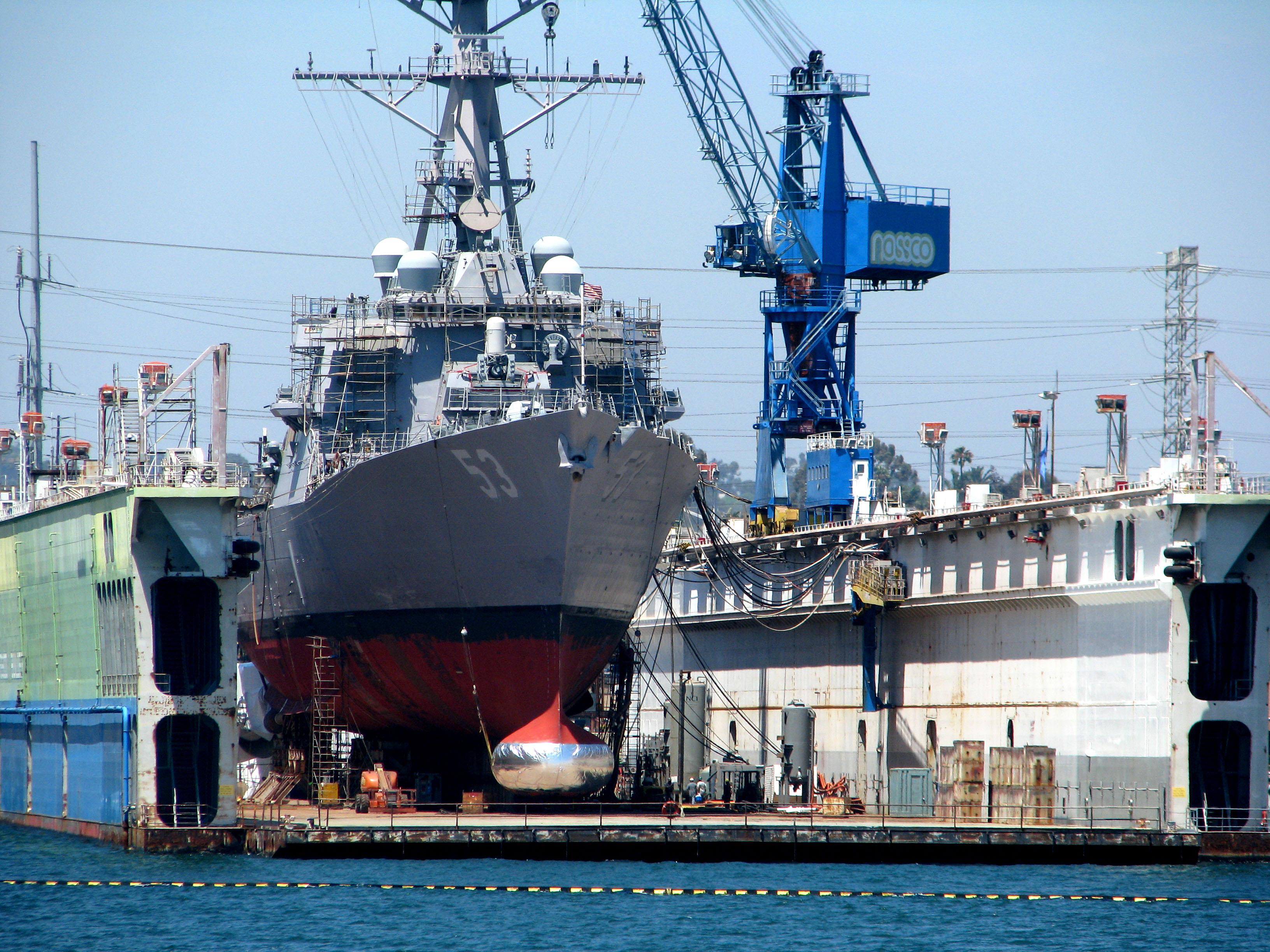
A John Paul Jones a szárazdokkban, 2008. július 26.
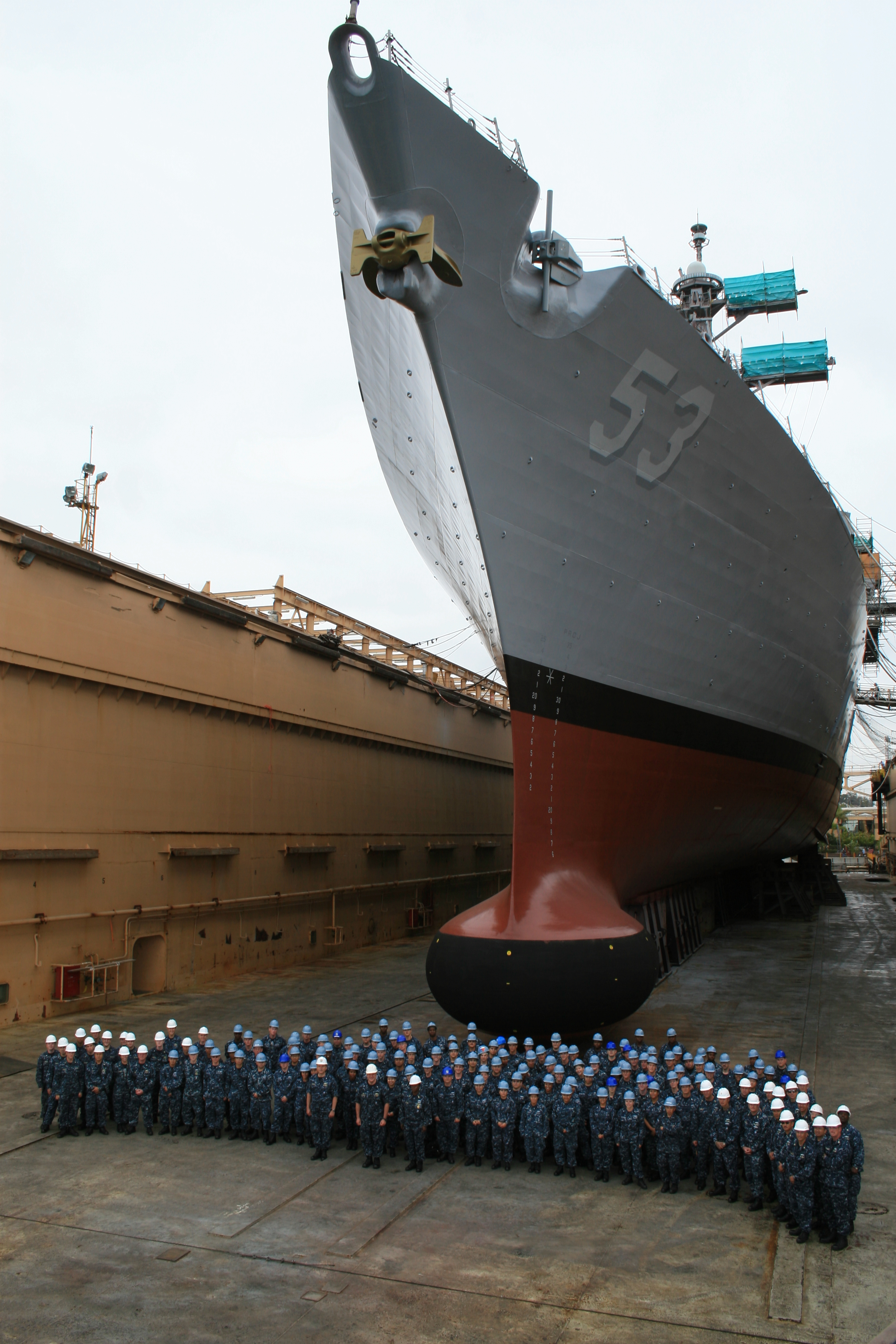
A John Paul Jones és legénysége a szárazdokkban. Az Arleigh Burke osztályú rombolók közül a John Paul Jones volt az első, amelyet 2010-ben modernizáltak. A fénykép a nagyjavítás utolsó napján készült.
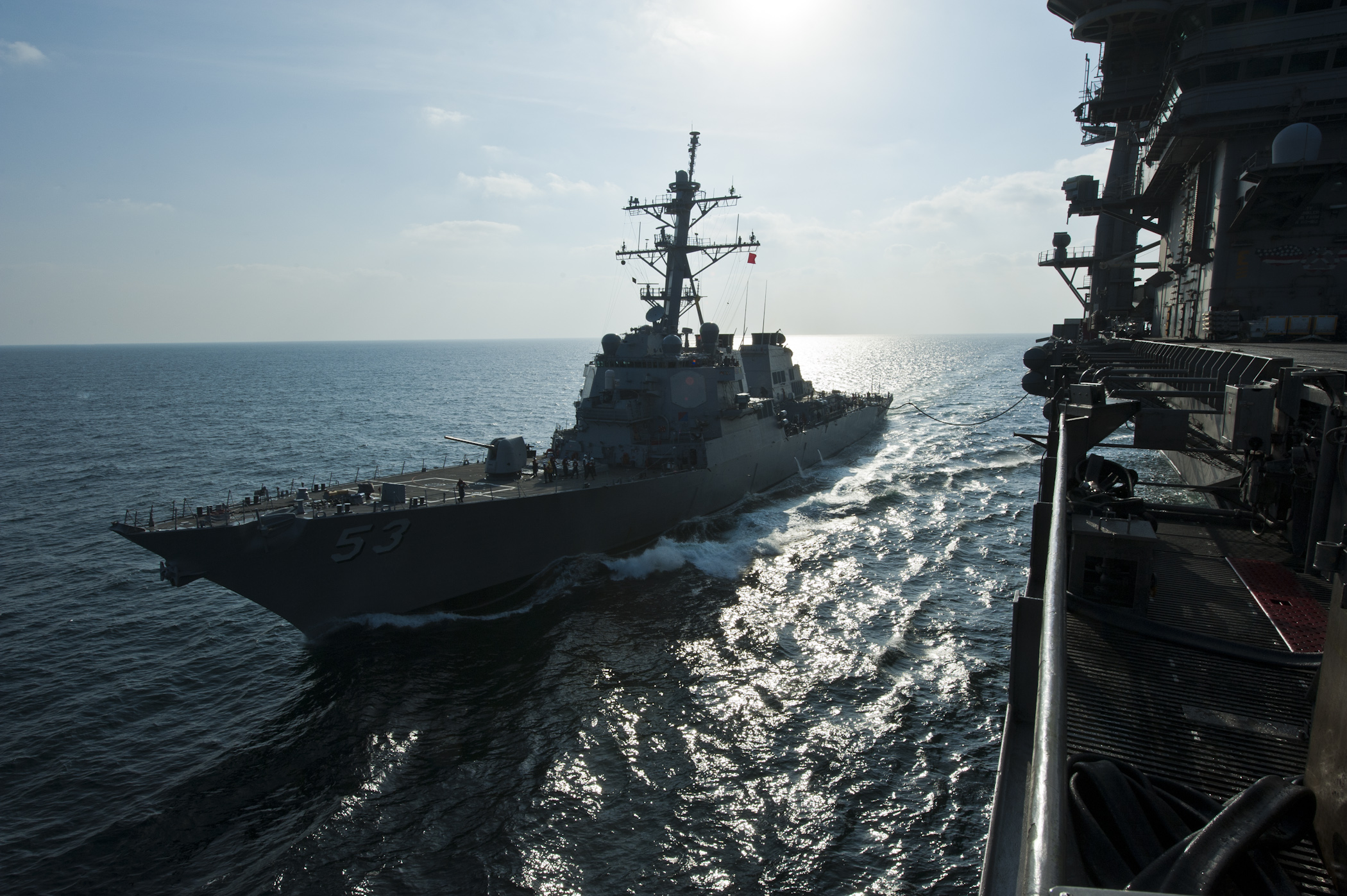
A John Paul Jones az USS John C. Stennis (CVN–74) mellett hajózik egy tengeri utánpótlási gyakorlat során, 2012. január 6.

### Fordítás
- Ez a szócikk részben vagy egészben  az   USS John Paul Jones (DDG-53) című angol Wikipédia-szócikk ezen változatának fordításán alapul.  Az eredeti cikk szerkesztőit annak laptörténete sorolja fel. Ez a jelzés csupán a megfogalmazás eredetét és a szerzői jogokat jelzi, nem szolgál a cikkben szereplő információk forrásmegjelöléseként.

### További források
- Naval Vessel Register - DDG 53
- globalsecurity.org: DDG 53 John Paul Jones
- A hajó hivatalos weblapja Archiválva 2015. július 18-i dátummal a Wayback Machine-ben
- További képek a Destroyer Photo Idenx oldalon
- Információk a hajóról és szolgálati idejéről

### Lásd még
- A Phalanx CIWS rakétavédelmi rendszer bemutatója a John Paul Jones fedélzetén (youtube.com)
- Sorozatlövés a hajó 127 mm-es fedélzeti ágyújából
- A hajó teljes sebességgel hajózik San Diego partjainál, 2011
- A Csatahajó hivatalos előzetese - 1:07-nél látható, hogy a John Paul Jones-ról lebocsátanak egy gumicsónakot. 1:31-nél egy pillanatra látható a másik Arleigh Burke osztályú romboló, az USS Sampson (DDG 102).
- További képek a John Paul Jones építéséről, a vízrebocsátási ceremóniáról és szolgálati idejéről